# Deltochilum gibbosum
Deltochilum gibbosum är en skalbaggsart som beskrevs av Fabricius 1775. Deltochilum gibbosum ingår i släktet Deltochilum och familjen bladhorningar.

## Underarter
Arten delas in i följande underarter:
- D. g. panamensis
- D. g. sublaeve